# Памела или възнаградената добродетел
Памела, или Възнаградената добродетел е епистоларен роман на английския писател Самюел Ричардсън, публикуван през 1740 г.
Той представя историята на Памела Андрюс, красива 15-годишна прислужница. Г-н Б., след смъртта на майка си, започва да прави неприлични настъпления към младата девойка. След като се опитва да я съблазни многократно, дори да я изнасили, опитите му се оказват неуспешни, а нейният отказ го амбицира да изпробва нови стратегии, за да постигне целта си. Памела категорично отблъсква набезите му, улавя манипулативните му хитрини и в крайна сметка убива у него всякаква надежда. Смаян и очарован от характера ѝ, прелъстителят, г-н Б., чрез вътрешна борба със собствените си предразсъдъци, постепенно осъзнава, че се влюбва в нея, затова ѝ предлага брак. Памела, емоционално крехка и объркана от манипулациите и двусмислените му действия, приема предложението му. Така той възнаграждава нейната добродетел. Във втората част – втория том, Памела се омъжва за г-н Б. и се опитва да се приспособи към висшето общество. Историята се превръща в бестселър на своето време, тя е широко разпространена и четена, но и критикувана заради невъздържаността от страна на героите, заради елементите на съблазън и в известна степен на малтретиране.
Ричардсън подчинява историята на интереса към поведението на героите в различните ситуации, в които са поставени, и в частност, разкрива как героинята му, Памела, съумява да овладее своите чувства и емоции.

## Сюжет

### Том 1
Невинната петнадесетгодишна Памела Андрюс е изпратена от родителите си да работи като прислужница на богатата дама Лейди Б. в графство Бедфордшър. Романът започва след като Лейди Б. умира, а синът ѝ, господин Б., започва да обръща повече внимание на Памела. Опитва се да я прелъсти, като иска да ѝ плати, за да пази тя в тайна опитите му за това. Памела започва да обмисля да се върне при бедните си родители само и само да запази невинността си.
Г-н Б. планира да я омъжи за г-н Уилямс от окръг Линкълншър. Иска да праща пари на нейните родители, в случай, че тя се съгласи той да се възползва от нея. Тя отказва и отново обмисля да се върне при родителите си. Г-н Б. преправя писмото, адресирано до семейството ѝ, като написва, че Памела има любовна афера с беден свещеник, и че той сам ще се погрижи да я изпрати на безопасно място, за да я предпази и да не орони честта ѝ. След като Памела е изпратена в окръг Линкълншир, започва да води дневник, който се надява да изпрати на майка си и баща си някой ден. Икономката на линкълнширската къща, г-жа Джукс, е груба, зла и омразна жена, но предана на г-н Б. Тя се отнася зле с Памела, но въпреки това я принуждава да ѝ бъде приятел.
Памела започва да се среща с г-н Уилямс. Те общуват, като си оставят писма под слънчоглед в градината. Госпожа Джукс продължава да се отнася грубо с бедното момиче, а г-н Уилямс от своя страна моли за помощ хора от по-висшата класа. Всички съжаляват горката Памела, но никой от тях не може да ѝ помогне заради социалното положение. Г-н Уилямс ѝ предлага брак, за да избяга от порочността на г-н Б.
Памела иска да избяга, когато г-жа Джукс я няма вкъщи, но две крави, които помисля за бикове, осуетяват бягството ѝ. Г-н Уилямс разкрива на г-жа Джукс кореспонденцията си с Памела. Г-н Б. в изблик на ревност съобщава, че мрази Памела и настоява за арестуването на г-н Уилямс. Също така планира да омъжи Памела за един от неговите слуги. Отчаяна, Памела отново обмисля да избяга и да ги накара да повярват, че се е удавила в езерото. Тя опитва да се покатери по стената, но след като се ранява, се отказва от бягството си.
Г-н Б. изпраща на Памела списък с условия, които да установят техните взаимоотношения. Тя отказва, защото това означава, че ще се превърне в негова любовница. Със съучастието на икономката, г-жа Джукс, г-н Б. се озовава в едно легло с Памела, преоблечен като домашната прислужница, но когато Памела припада и изглежда сякаш ще умре, той се покайва за опитите си за съблазън. Тя го умолява напълно да спре с тези действия. В градината той прикрито казва, че я обича, но не може да се ожени за нея заради социалното ѝ положение и разминаването в потеклото им.

### Том 2
Циганка гадателка дава на Памела документ, наподобяващ малко писмо, което се оказва предизвестие за фалшив брак. Памела скрива част от писмото под розов храст в градината. Злата г-жа Джукс го намира и веднага го предава на г-н Б., който сякаш започва да изпитва съжаление за това, през което е трябвало да премине Памела, докато той се е опитвал да се възползва от нея. Това е причината, поради която решава да се ожени за нея. Тя все още се съмнява в него и му няма доверие, затова го моли да я върне при родителите ѝ. Въпреки че той не иска да я пусне да си отиде, в крайна сметка го прави и уважава решението ѝ. Когато му казва довиждане, тя се чувства странно – тъжна и в същото време объркана. По пътя към дома, г-н Б. ѝ изпраща писмо, с което ѝ пожелава хубав и щастлив живот. В този момент тя осъзнава, че е влюбена в него. Когато получава второ писмо, което я информира, че г-н Б. е болен и той желае тя да се върне при него, Памела приема и се връща.
Памела и г-н Б. вече говорят освободено за съвместното си съжителство като съпруг и съпруга и тя вече се съгласява с всичко, което той казва. Тя му обяснява защо се е съмнявала в него и какви са били опасенията ѝ. Това е краят на нейните изпитания. Съседите вече изразяват възхищението си към Памела, към трудностите, през които преминава и въпреки това съумява да запази добродетелта си. Баща ѝ пристига, за да си я прибере у дома, но се успокоява, когато вижда, че дъщеря му е най-сетне щастлива.
Накрая тя се омъжва за г-н Б. в параклиса. Когато г-н Б. заминава, за да види негов болен приятел, неговата сестра – лейди Давърс използва този момент и започва да заплашва Памела, като наред със заплахите, твърди, че бедната девойка не е наистина омъжена за него. След тази създадена ситуация, Памела бяга и се качва на колесницата на Колбранд, за да бъде заведена при г-н Б. На следващия ден лейди Давърс влиза в стаята им без разрешение и прави нов опит да оскърби Памела. Разгневен, Г-н Б. иска да се отрече от собствената си сестра, след като разбира за отношението ѝ към Памела. Но именно тя е и тази, която се опитва да ги помири. Лейди Давърс продължава да има презрително отношение към Памела и не успява да я приеме, затова решава да спомене името на Сали Годфри – момиче, което г-н Б. съблазнявал в младите си години, а сега и майка на детето му.
Накрая лейди Давърс приема Памела. Г-н Б. и Памела се връщат в Бедфордшър. Там г-н Б. се среща с дъщеря си и научават, че майката – Сали Годфри е щастливо омъжена в Ямайка. Памела предлага да вземат детето с тях и да живеят заедно. В края на романа, висшата класа, която някога е съжалявала и презирала Памела, сега се възхищава на качествата, които всъщност тя притежава, но най-вече на добродетелта ѝ.

## Жанр
Ричардсън замисля и пише Памела като книга за поведение, но впоследствие поредицата от писма се превръщат в роман или т.нар. епистоларен роман. Той използва това като техника, за да надникне във вътрешния свят на героите си. Този роман може да се обвърже и с т.нар. сантиментализъм. На преден план в творбата излизат случките и как те въздействат на героите. Такива романи са със засилен психологизъм, като водещи са чувствата и емоциите. Чувствата вземат превес над разума. Авторът бележи прехода от романа на приключенията към романа на характера – от разказването на развлекателни събития до изучаването на хората, на мотивите и чувствата им. Това е стратегия за изследване на емоционалния човешки свят. Всъщност повечето романи от 18 и 19 век възприемат и следват като пример написаното от Ричардсън.

### Епистоларност
Епистоларните романи, написани като поредица от писма, са изключително популярни през 18 век. За епистоларност се говори още през 16 век в Англия, но придобива по-широка популярност с публикуването на Памела от Ричардсън. Ричардсън и други писатели на неговото време твърдят, че епистоларните романи позволяват на читателя по-лесно да се докосне до персонажите и техните мисли и чувства. Мислите на персонажа се записват почти едновременно с неговите действия.
В романа, Памела пише два вида писма. В началото, докато решава колко дълго да остане в къщата на г-н Б. след смъртта на майка му. Тогава тя разказва на родителите си за различните морални изпитания, които ѝ предлага съдбата, и се съветва с тях как да постъпи. След като г-н Б. я отвлича и затваря в къщата си, тя продължава да пише на семейството си, но тъй като не знае дали то ще получи изобщо писмата ѝ, тя пише в дневник.
В Памела, или Възнаградената добродетел писмата са почти изцяло написани от героинята, адресирани най-често до родителите ѝ, впоследствие тя започва да пише и да си разменя писма и с г-н Уилямс. Читателят добива представа за останалите персонажи чрез възприятието на Памела за тях. В другите романи на Ричардсън – „Клариса“ (1748 г.) и „Историята на сър Чарлс Грандисън“ (1753 г.) – читателят се запознава с писмата на няколко персонажи и по този начин може да даде оценка за мотивацията на героите и моралните им ценности.

## Литературно значение

### Възприемане
Считан от много литературни експерти като първият английски роман, Памела се превръща в бестселър на своето време. Той е четен от безброй читатели, а също така е и представян на литературни четения. Романът създава културни артефакти, свързани с Памела, като отпечатъци, картини, восъчни изделия, дори карти за игра, украсени по начин, напомнящ за произведението на Ричардсън.
Като се имат предвид ограничените закони за авторското право по това време, много продължения на историята са написани и публикувани без съгласието на Ричардсън. Такова е „Поведението на Памела във висшия живот – животът на богатите“, публикувано през 1741 г., понякога приписвано на Джон Кели.
Съществуват и няколко пародии на романа, най-известната от които е „Извинение за живота на г-жа Шамела Андрюс“ от Хенри Филдинг. В тази версия авторът се опитва да обезсили Памела, като посочва несъответствия между героите и цялостния сюжет на историята. Също така се предполага, че Памела не е наистина толкова добродетелна, колкото може би изглежда.
Жюстин или Неволите на добродетелта (1791 г.) на Донасиен Алфонс Франсоа дьо Сад се възприема като критичен отговор на Памела. Романът на Ричардсън оказва влияние върху тематиката на произведението на Маркиз дьо Сад. Историите си приличат по това, че двете героини правят многократни опити, за да запазят своята добродетел. Наблюдават се противоположни резултати в края на двете творби. Непоколебимата отдаденост на Памела ѝ носи страдание, но тя все пак намира своя път и става съпруга на г-н Б., с когото води щастлив живот. Нейната добродетел побеждава, докато при Жюстин тази победа отсъства.
Анти-Памела или Разкритата престорена невинност е роман на Елиза Хейууд от 1741 г. Написан също като пародия на Памела. Романът на Хейууд проследява живота на героинята Памела, която се опитва да използва привидно невинната си природа, за да просперира. Но невинността ѝ се оказва просто маска, зад която се крие хитрост и измама.
Романът на Ричардсън е написан по време на голяма промяна. С феминисткото движение започва промяна във възприемането на жените. Жените, от домакини, се превръщат в интелектуални и независими личности. Индустриализацията довежда до голямо увеличение в средната класа, което променя и динамиката на класовете. Памела е едно от първите литературни произведения, които представят тези променящи се роли и представят жените като морални, способни на собствени мисли и емоции, независими от мъжете. Въпросът за възхода на класите също е застъпен, тъй като самата Памела се движи през социалните класове по време на романа. Това е причина, поради която романът е получил добри отзиви от едни, и критика от други.

### Ревизията на Ричардсън
Популярността на романа на Ричардсън довежда до много публични дебати относно посланието и начинът му на писане. Ричардсън е от бедно потекло, а след висшите класи в Англия, където романът е много популярен, се създава известно недоволство заради неговия плебейски стил. Ричардсън отговаря на някои от критиките като преразглежда романа си. Някои от най-значимите промени, които прави, са промените в речника на Памела. В първото издание нейната дикция е представена като на слугиня от по-нисък клас, но в по-късни издания, той я прави така, че да изглежда от средна класа, като премахва идиомите от по-ниския клас от речта ѝ. По този начин той успява да направи възможен и брака ѝ с г-н Б., тъй като така тя изглежда по-равнопоставена с него. Ричардсън прави четиринадесет издания на Памела. Последното е публикувано през 1801 г. след смъртта му.

### Ширин и Памела
Памела има значителни прилики и с прочутата персийска трагична романтика „Хосро и Ширин“ от персийския поет Низами Ганджави. И в двете истории става въпрос за богат, известен и хедонистичен мъж, който се опитва да съблазни главната героиня. Въпреки че тя наистина се влюбва в героя, се противопоставя на неговите съблазнявания и иска подходящ за себе си брак. Мъжът сключва брак с жената, която обича, и тази любов предизвиква постепенна и градивна промяна в мъжкия характер. Двете истории наблюдават триумфа на търпението, добродетелта и скромността.

### Феминизмът в Памела
Някои смятат, че Ричардсън е от първите мъже писатели, който използва феминистка гледна точка, пишейки романа си. Памела отхвърля традиционните възгледи за жените и подкрепя новата и променяща се роля на жената в обществото. Един от начините, по които феминизмът е показан в текста, е да позволи на читателите да видят в дълбочина жените и техния свят, наситен с емоции, чувства и мисли. Писмата позволяват на читателите да видят как Памела се чувства от събитията, настъпили в живота ѝ, и как тя се справя с тях. На нея се гледа като на независима, умна жена, която може да мисли за себе си, а не като на домакиня, която зависи изцяло от съпруга си.

## Адаптации

### Картини
През 1742 г. Франсис Хейман рисува две картини, изобразяващи сцени от романа, в градините на Воксхол.
През 1743 г. Джоузеф Валмор произвежда серия от дванадесет картини, представени чрез гравюра. Те са основно съсредоточени върху първата книга. Съхраняват се в галерията Тейт Бритън, Националната галерия Виктория в Австралия и Музея „Фицуилям“, всеки от които има четири от поредицата.

### Театър
Успехът на романа довежда до няколко театрални адаптации във Франция и Италия. Една от тях е актьорската комедия на Нойфхатеу „Памела на вестта“. Памела е и в основата за либретото на комичната опера от Николо Пичини „Доброто момиче“.

### Филмови адаптации
- 1974 – Великобритания, филмът от Джим О'Конноли: Господарка Памела. С участието на Ан Мишел в ролята на Памела Андрюс, и Джулиан Барнс в тази на г-н Б.
- 2003 – Италиански телевизионен сериал: Елиса ди Рибомброса